# Martot
Martot ist eine französische Gemeinde mit 458 Einwohnern (Stand: 1. Januar 2022) im Département Eure in der Region Normandie; sie gehört zum Arrondissement Les Andelys und zum Kanton Pont-de-l’Arche. Die Einwohner werden Martotais genannt.

## Geographie
Martot liegt etwa 15 Kilometer südlich von Rouen an der Eure. Die Seine begrenzt die Gemeinde im Norden. Umgeben wird Martot von den Nachbargemeinden Freneuse im Norden und Nordosten, Criquebeuf-sur-Seine im Osten, Tostes im Südosten, La Haye-Malherbe im Süden sowie Saint-Pierre-lès-Elbeuf im Westen.

## Bevölkerungsentwicklung
| Jahr                       | 1962 | 1968 | 1975 | 1982 | 1990 | 1999 | 2006 | 2018 |
| Einwohner                  | 246  | 270  | 294  | 508  | 505  | 435  | 502  | 531  |
| Quellen: Cassini und INSEE |      |      |      |      |      |      |      |      |